# 西木紳悟
西木 紳悟（にしき しんご、1988年〈昭和63年〉6月30日 - ）は、日本の男子アーティスティックローラースケート選手。
徳島文理大学人間生活学部児童学科卒業。徳島県海部郡牟岐町出身。

## 経歴
徳島県海部郡牟岐町出身。日本ローラースポーツ連盟、徳島県ローラースケート連盟、コンドーローラークラブ所属。徳島市立論田小学校、徳島市立南部中学校、徳島県立小松島西高等学校、徳島文理大学人間生活学部児童学科を卒業。
世界規模のアーティスティックローラースケート大会でトリプルアクセルジャンプを成功したたった2人のうちの1人。2009年ワールドゲームズ日本代表。アジアローラースポーツ選手権フリースケーティング種目優勝2回（2006年、2010年）、全日本ローラースケートフィギュア選手権優勝7回（2004年 - 2010年）。2010年アジア競技大会では金メダルを獲得。2011年に徳島文理大学より体育功労賞を受賞。

## 主な戦績
- 出場種目は全てフリースケーティング

| 大会/年                                | 2005 | 2006 | 2007 | 2008 | 2009 | 2010 |
| -------------------------------------- | ---- | ---- | ---- | ---- | ---- | ---- |
| ワールドゲームズ                       |      |      |      |      | 5    |      |
| 世界アーティスティック選手権           | 7 J  | 5 J  | 19   | 10   | 11   | 7    |
| アジアローラースポーツ選手権           | 3    | 1    |      | 2    |      | 1    |
| 全日本ローラースケートフィギュア選手権 | 1    | 1    | 1    | 1    | 1    | 1    |
| 全国フリースケーティング競技会         | 1    | 1    | 1    | 1    | 1    |      |
| 西日本ローラースケートフィギュア選手権 | 1    |      | 1    | 1    | 1    | 1    |

- J - ジュニアクラス